# Pujang
Pujang (egyszerűsített kínai írással: 濮阳, pinjin: Púyáng) prefektúra szintű város Kínában, Honan tartományban. Lakosainak száma 3 772 088 fő (2020).

## Népesség
| 2010 | 3 598 740 |
| 2020 | 3 772 088 |